# Robert van der Vooren
Robert van der Vooren (Utrecht, 16 juni 1974), is een Nederlandse roeier. Hij vertegenwoordigde Nederland bij verschillende grote internationale wedstrijden. Zo nam hij eenmaal deel aan de Olympische Spelen, maar won hierbij geen medaille.

## Levensloop
In 2000 maakte Van der Vooren op 26-jarige leeftijd zijn olympische debuut bij de Olympische Spelen van Sydney op het onderdeel lichte vier zonder stuurman. De olympische roeiwedstrijden vonden plaats op het Regatta Centre van Penrith Lake, een speciaal voor de Olympische Spelen aangelegde roei en kanobaan. Via de series (tweede in 6.14,37), de halve finale (vijfde in 6.03,25) moest het Nederlandse team genoegen nemen met een plaats in de kleine finale. Hier werd het team tweede in 6.05,96 en eindigde zodoende op een achtste plaats overall. Een jaar later won hij samen met Simon Kolkman op het onderdeel lichte twee zonder stuurman bij de wereldkampioenschappen roeien 2001 in Luzern een zilveren medaille.
Van der Vooren was aangesloten bij de studentenroeivereniging D.R.V. Euros in Enschede. Hij studeerde aan de UT Twente.

## Palmares

### roeien (lichte twee zonder stuurman)
- 2001:  Wereldbeker II - 7.07,76
- 2001: 4e Wereldbeker IV - 7.15,30
- 2001:  WK - 6.36,40

### roeien (lichte vier zonder stuurman)
- 1998: 9e Wereldbeker II - 6.14,24
- 1998: 10e Wereldbeker III - 6.27,95
- 1998: 10e WK - 6.04,12
- 1999:  Wereldbeker I - 6.13,58
- 1999:  Wereldbeker III - 6.02,40
- 1999: 7e WK - 5.56,37
- 2000: 5e Wereldbeker I - 6.21,59
- 2000: 10e Wereldbeker II - 6.46,53
- 2000: 8e Wereldbeker III - 6.09,84
- 2000: 8e OS - 6.05,96
- 2001: 5e Wereldbeker IV - 6.20,52
- 2002: 7e Wereldbeker I - 5.59,85
- 2002: 4e Wereldbeker II - 6.09,33
- 2002: 6e Wereldbeker III - 6.06,37
- 2002: 13e WK - 5.57,28

Joris Trooster · 
Jeroen Spaans · 
Simon Kolkman · 
Robert van der Vooren